# Francis Howard, V barone Howard di Effingham
Francis Howard (17 settembre 1643 – 30 marzo 1694) è stato un nobile inglese.

## Biografia
Era figlio di Sir Charles Howard e di Frances Courthope. Il nonno paterno di Francis era primo cugino di Charles Howard, II conte di Nottingham e Charles Howard, III conte di Nottingham.

### Matrimonio
L'8 luglio 1673 sposò Philadelphia Pelham, figlia di Thomas Pelham, II baronetto Pelham di Laughton.
La coppia ebbe sei figli, tre maschi e tre femmine, tra cui:
- Thomas Howard, VI barone Howard of Effingham (1682-1725);
- Francis Howard, I conte di Effingham (20 ottobre 1683-12 febbraio 1742).

Nel 1681 il cugino di Francis, Charles Howard, III conte di Nottingham, morì senza lasciare eredi maschi diretti. La contea venne dichiarata estinta ma il titolo di barone Howard di Effingham passò a lui.

### Virginia
Lord Howard fu nominato governatore della Virginia nel 1683.
La sua famiglia si trasferì lì nel febbraio del 1684 ed Howard spese la maggior parte della vita a Rosegill.
Howard iniziò la sua carriera da Governatore il 16 aprile 1684.
Il precedente governatore era stato Thomas Colepeper, II barone Colepeper, rimpiazzato all'improvviso nel 1683 da suo cugino Nicholas Spencer, agente e Presidente del Consiglio, in attesa dell'arrivo di Howard.
Il 23 giugno 1684 Lord Howard salpò dalla Virginia per Albany, New York con sua figlia, Philadelphia, dove insieme al governatore di New York Thomas Dongan era incaricato di trattare la pace di Luglio con gli Irochesi.
Il trattato riuscì a terminare una serie di razzie portate avanti dalla Nazione Seneca sulla frontiera con la Virginia.
Sebbene gli Irochesi ammisero la rottura dei Covenant Chain, Howard e Dongan si astennero dal richiedere il risarcimento nella speranza che continuassero i loro attacchi ai danni della Nuova Francia, rivale degli inglesi.
Mentre erano a New York, Howard e sua figlia alloggiarono presso la dimora di Dongan e dedicarono molto loro tempo alla vita mondana. Howard rimase impressionato dallo stile di vita di New York, in confronto a quello della Virginia.
Nel 1687 Howard tornò di nuovo a New York per negoziare con gli Irochesi e sostò a Philadelphia durante il viaggio.
Nonostante gli effetti positivi del trattato, Howard rimase impopolare in Virginia: egli aveva ordinato che nessun colono avesse potuto usare una stampatrice e provò ad ottenere il potere di abolire le leggi e imporre nuove tasse.
I Land grant potevano essere passati solo se Lord Howard aveva pagato una tassa. Creò una propria corte di equità e nominò se stesso Lord Cancelliere. Nel 1687 espulse il colonnello Philip Ludwell dal consiglio della Virginia; tuttavia la popolarità del colonnello provocò un intervento del re Guglielmo III d'Inghilterra che gli ridiede il seggio nel consiglio il 7 maggio 1691.

### Gli ultimi anni
Howard lasciò la Virginia per tornare in patria il 20 ottobre 1688 e spese molto del suo tempo a Little Chelsea a Kensington, poi nel Middlesex.
Gli venne concesso di rimanere governatore della Virginia da lontano con metà salario.
Howard si sposò una seconda volta il 20 gennaio 1690 con Susan Felton, figlia del baronetto Sir Henry Felton e vedova di Philip Harbord. Morì quattro anni più tardi.